# These Days (M+A)
These Days, pubblicato l'11 settembre 2013 in Giappone, con una sub-release per Indienative Records e Fennely, e il 30 settembre 2013 in Europa e America per Monotreme Records, è il secondo album in studio del gruppo musicale M+A.

## Tracce
Tutti i brani sono testi e musica di Michele Ducci e Alessandro Degli Angioli.
1. When - 3:08
2. B Song - 3:57
3. Down The West Side - 3:55
4. Freetown Solo - 3:07
5. Game - 3:06
6. New York There - 4:02
7. L.E.M.O.N. - 5:45
8. Practical Friday - 3:42
9. De-Light - 3:54
10. Slow - 3:46
11. Midnight Radio - 4:07
12. Diamonds (bonus track Giappone) - 4:26
13. Babe (bonus track Giappone) - 4:24

## Formazione
- Michele Ducci - voce, tastiere, sequencer
- Alessandro Degli Angioli - tastiere, percussioni, sequencer
- Marco Frattini (collaboratore) - batteria[3], percussioni, sequencer